# جيمس بوشلي
جيمس بوشلي (بالإنجليزية: James Buchli)‏ (و. 1945 – م) هو ضابط، ورائد فضاء من الولايات المتحدة الأمريكية . ولد في نيو روكفورد .

## ريادة الفضاء
شارك في المهمات الفضائية:
- STS-51-C
- STS-29
- STS-61-A
- STS-48.

## الخدمة العسكرية
خدم في قوات مشاة بحرية الولايات المتحدة.

## جوائز
حصل على جوائز منها:
- وسام "العمل الشجاع في الحرب الوطنية العظمى 1941-1945
- وسام الجو
- Purple Heart
- وسام الاستحقاق.